# Palusalue Fa'apo II
Afemata Palusalue Fa'apo II, né vers 1956, est un homme politique samoan.

## Biographie
Il travaille comme contrôleur aérien avant d'entrer en politique, et est prédicateur laïc à l'église congrégationaliste de son village de Sataoa (en) sur l'île samoane d'Upolu.
Il est élu une première fois député de la circonscription de Safata (celle qui inclut son village) au Fono (le parlement national) en 1996, sous l'étiquette du Parti pour la protection des droits de l'homme. Il est alors fait sous-secrétaire d'État parlementaire au ministère de la Justice. Réélu député en 2001, il est nommé ministre des Transports dans le gouvernement du Premier ministre Sailele Malielegaoi. De 2003 à 2006, il est le ministre des Communications et des Technologies de l'Information,.
Il conserve son siège de député aux elections de 2006, mais quitte la majorité parlementaire en mars 2008 et siège comme député d'opposition indépendant. En décembre de cette même année, il est l'un des fondateurs du parti d'opposition Tautua Samoa. Il devient le chef-adjoint du parti en décembre 2010, est réélu député sous cette étiquette aux élections de 2011, puis devient chef du parti lorsque Va'ai Papu Vailupe (en) est condamné pour corruption électorale. Il est ainsi le chef de l'opposition parlementaire durant la législature 2011-2016.
Le parti Tautua Samoa perd tous ses sièges sauf deux aux élections de 2016, et Palusalue Fa'apo II lui-même perd son siège,. Il rejoint fin 2020 le nouveau parti d'opposition FAST, et se présente sous cette étiquette aux élections de 2021, mais termine deuxième sans sa circonscription et ne retrouve donc pas de siège.